# Zygmunt Robert Berdychowski
Zygmunt Robert Berdychowski (ur. 15 maja 1964 w Nowym Sączu) – polski duchowny rzymskokatolicki, członek Zgromadzenia Księży Misjonarzy, przewodniczący Redakcji Mszy Świętej Radiowej w latach 2011–2021.

## Życiorys
Do Zgromadzenia Księży Misjonarzy Świętego Wincentego a Paulo został przyjęty w 1984. Święcenia kapłańskie przyjął 25 maja 1991 z rąk bp. Tadeusza Gocłowskiego. Po święceniach pracował jako katecheta w parafiach misjonarskich w Iłowej, Słubicach, Pabianicach i Warszawie, gdzie w latach 1997–2004 był także duszpasterzem akademickim.
W latach 2008–2011 pełnił funkcję dyrektora kleryków w Wyższym Seminarium Duchownym Zgromadzenia Księży Misjonarzy w Krakowie. W latach 2011–2021 był superiorem i proboszczem parafii Świętego Krzyża w Warszawie, jednocześnie pełniąc funkcję przewodniczącego Redakcji Mszy Świętej Radiowej.
Od 2020 był także kapelanem Komendy Stołecznej Policji. Od 2021 jest dyrektorem Liceum Ogólnokształcącego im. Josephine Gebert w Centrum Edukacyjnym „Radosna Nowina 2000”.
W 2023 został odznaczony Medalem Stulecia Odzyskanej Niepodległości.

## Redaktor publikacji książkowych
- Świętokrzyskie kazania radiowe. Tom 24 (red. Z. Robert Berdychowski, Stanisław Rospond CM; Wydawnictwo Instytutu Teologicznego Księży Misjonarzy, Kraków; Warszawa, 2012; ISBN 978-83-7216-932-7)
- Świętokrzyskie kazania radiowe. Tom 25 (red. Z. Robert Berdychowski, Stanisław Rospond CM; Wydawnictwo Instytutu Teologicznego Księży Misjonarzy, Kraków; Warszawa, 2013; ISBN 978-83-7869-016-0)
- Świętokrzyskie kazania radiowe. Tom 26 (red. Z. Robert Berdychowski CM, Stanisław Rospond CM; Wydawnictwo Instytutu Teologicznego Księży Misjonarzy, Kraków; Warszawa, 2014; ISBN 978-83-7869-121-1)
- Świętokrzyskie kazania radiowe. Tom 27 (red. Z. Robert Berdychowski CM, Stanisław Rospond CM; Wydawnictwo Instytutu Teologicznego Księży Misjonarzy, Kraków; Warszawa, 2015; ISBN 978-83-7869-195-2)
- Świętokrzyskie kazania radiowe. Tom 28 (red. Z. Robert Berdychowski CM, Stanisław Rospond CM; Wydawnictwo Instytutu Teologicznego Księży Misjonarzy, Kraków; Warszawa, 2016; ISBN 978-83-7869-241-6)
- Świętokrzyskie kazania radiowe. Tom 29 (red. Z. Robert Berdychowski CM, Stanisław Rospond CM; Wydawnictwo Instytutu Teologicznego Księży Misjonarzy, Kraków; Warszawa, 2017; ISBN 978-83-7869-300-0)
- Świętokrzyskie kazania radiowe. Tom 30 (red. Z. Robert Berdychowski CM, Stanisław Rospond CM; Wydawnictwo Instytutu Teologicznego Księży Misjonarzy, Kraków; Warszawa, 2018; ISBN 978-83-7869-360-4)
- Świętokrzyskie kazania radiowe. Tom 31 (red. Z. Robert Berdychowski CM, Stanisław Rospond CM; Wydawnictwo Instytutu Teologicznego Księży Misjonarzy, Kraków; Warszawa, 2019; ISBN 978-83-7869-409-0)
- Świętokrzyskie kazania radiowe. Tom 32 (red. Z. Robert Berdychowski CM, Stanisław Rospond CM; Wydawnictwo Instytutu Teologicznego Księży Misjonarzy, Kraków; Warszawa, 2020; ISBN 978-83-7869-477-9)
- Świętokrzyskie kazania radiowe. Tom 33 (red. Z. Robert Berdychowski CM, Stanisław Rospond CM; Wydawnictwo Instytutu Teologicznego Księży Misjonarzy, Kraków; Warszawa, 2021; ISBN 978-83-7869-534-9)
- Świętokrzyskie kazania radiowe. Tom 34 (red. Z. Robert Berdychowski CM, Bartosz Pikul CM, Stanisław Rospond CM; Wydawnictwo Instytutu Teologicznego Księży Misjonarzy, Kraków; Warszawa, 2022; ISBN 978-83-7869-572-1)